# Sclerhelia
Sclerhelia is een geslacht van koralen uit de klasse van de Anthozoa (bloemdieren).

## Soort
- Sclerhelia hirtella (Pallas, 1766)